# Bückeburg
Bückeburg è un comune tedesco,  nel circondario della Schaumburg, nel land della Bassa Sassonia, al confine con il Renania Settentrionale-Vestfalia. Un tempo era la capitale del piccolo principato di Schaumburg-Lippe. È situato vicino alle pendici settentrionali della catena del Weserbergland ed ha una popolazione di 19 336 abitanti,.

## Storia
Bückeburg era un tempo la capitale del piccolo principato di Schaumburg-Lippe. Le case iniziarono a raggrupparsi intorno al castello intorno al 1365 e furono protette da una cinta muraria nel XVII secolo.
Il conte Ernesto di Holstein-Schaumburg ottenne i diritti di città nel 1609. Il conte ne fece la sua residenza.
Il compositore Johann Christoph Friedrich Bach (1732-1795), figlio di Johann Sebastian Bach, ha lavorato presso Bückeburg dal 1751 fino alla sua morte, prima come suonatore di clavicembalo, e, successivamente (dal 1759), come Maestro di Cappella della Hofkapelle. Bach è stato sepolto nel cimitero del Stadtkirchengemeinde-Bückeburg.
Bach mise in musica numerosi testi di Johann Gottfried Herder, che presso la corte di Bückeburg svolgeva la funzione di sovrintendente e predicatore capo.
Dopo l'abdicazione dell'ultimo principe nel 1918, rimase la capitale dello Stato indipendente di Schaumburg-Lippe, che fu sciolto solo nel 1946.
Fino a poco tempo fa a Bückeburg risiedevano molti sudditi del Regno Unito, essendo stata precedentemente una guarnigione britannica. Case inglesi si trovano nella periferia di Bückeburg, ma oggi il loro numero è sceso a meno di 50. La maggior parte dei britannici di Bückeburg lavorava presso l'ospedale militare britannico, e presso la scuola inglese di Prince Rupert a Rinteln, fino alla chiusura avvenuta nel luglio 2014.

## Geografia antropica

### Suddivisioni amministrative
Comprende le frazioni di Achum, Bergdorf, Cammer, Evesen (con Berenbusch, Nordholz, Petzen e Röcke), Meinsen-Warber, Müsingen, Rusbend e Scheie.

## Luoghi d'interesse
- Il Palazzo di Bückeburg (Schloss Bückeburg) fu la residenza dei Principi di Schaumburg-Lippe. Anche se la famiglia regnante perse il potere politico nel 1918, ancora oggi vi abitano. Il palazzo, di cui una parte è aperta al pubblico, è uno dei principali punti di interesse turistico e ospita importanti opere d'arte e un'importante biblioteca. La storia della sua costruzione si svolge in 700 anni, con contributi importanti alla sua architettura risalenti al XVI, XVII e XIX secolo.
- Il Mausoleo reale, nel cortile del palazzo, è aperto al pubblico. Costruito nel 1915 in stile neo-romanico, sulla falsariga del Pantheon, è il più grande sepolcro privato ancora in uso. La cupola è ornata da un mosaico d'oro impressionante, il secondo più grande del suo genere, dopo quello della Basilica di Santa Sofia (Istanbul).
- Il Museo dell'elicottero, che espone i disegni dei primi oggetti volanti di Leonardo da Vinci e 40 elicotteri reali. L'esercito tedesco e la Scuola Aviatori dell'Esercito utilizzano la base aerea di Bückeburg ancora oggi.
- La Chiesa comunale di Bückeburg (Bückeburger Stadtkirche) è stata una delle prime chiese luterane costruite dopo la Riforma. È nota per il suo pulpito e in particolare per i bronzi riccamente decorati, dall'artista olandese Adriaen de Vries.

## Galleria d'immagini

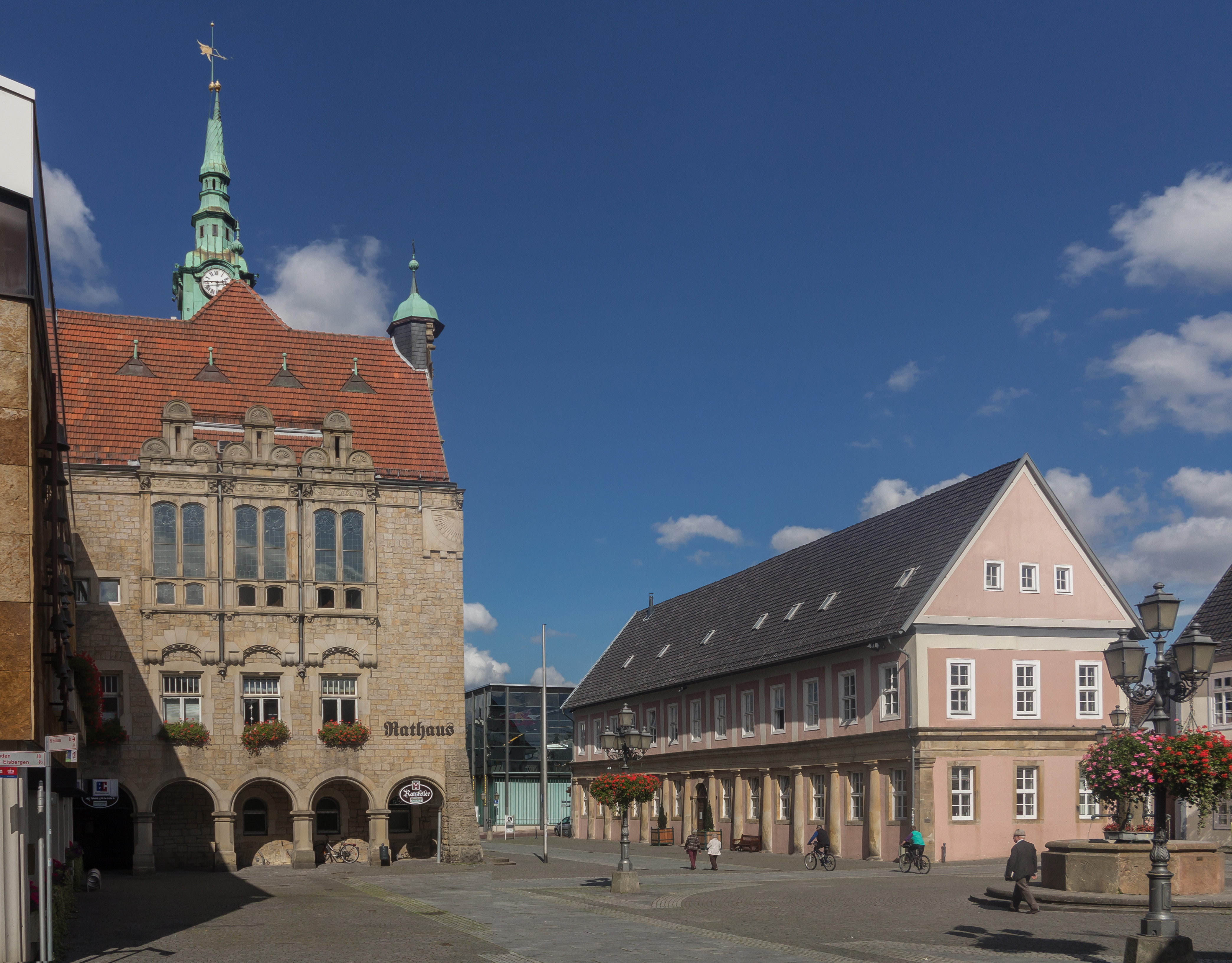
Il municipio
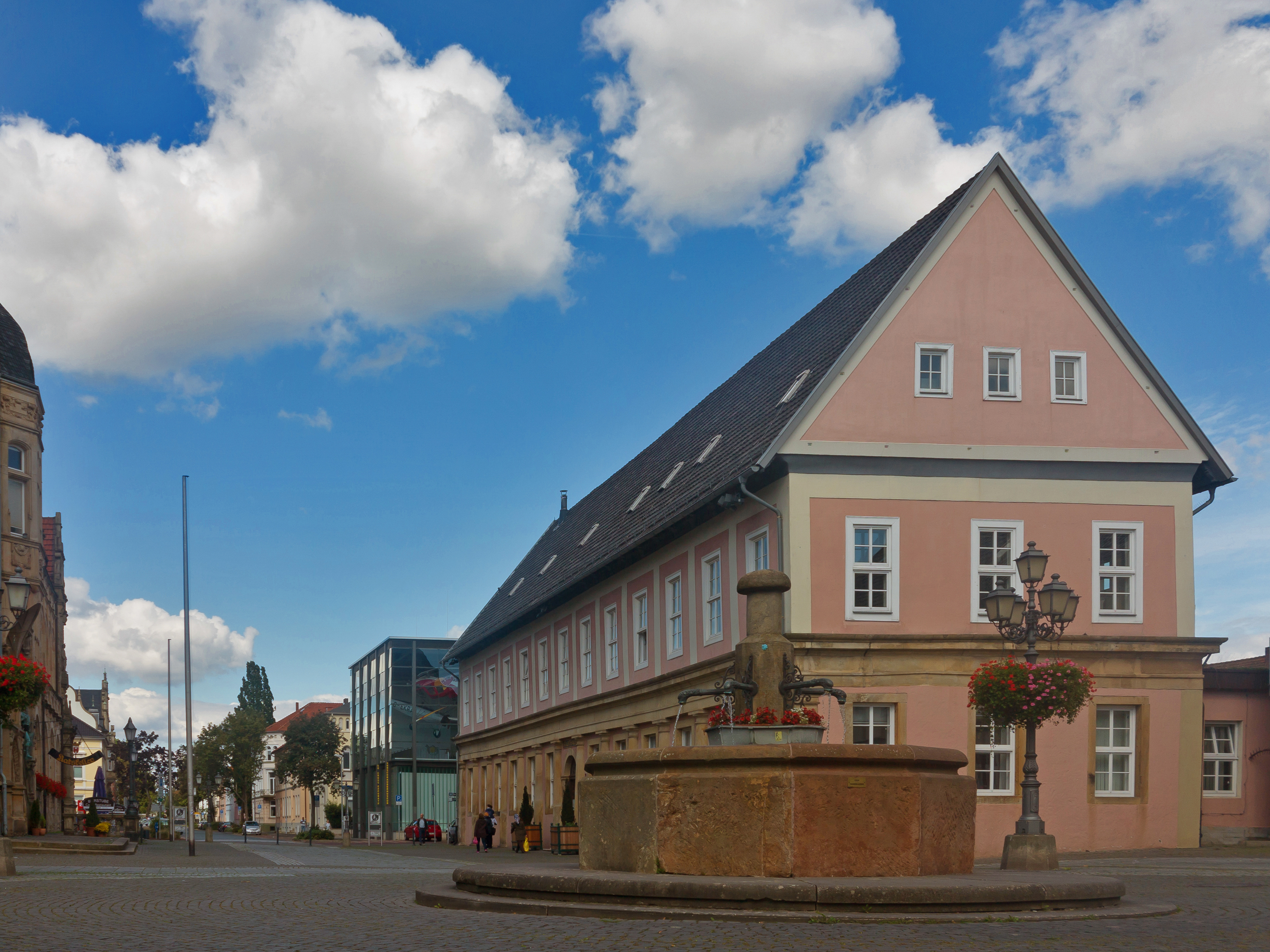
La piazza del mercato, la Marktplatz
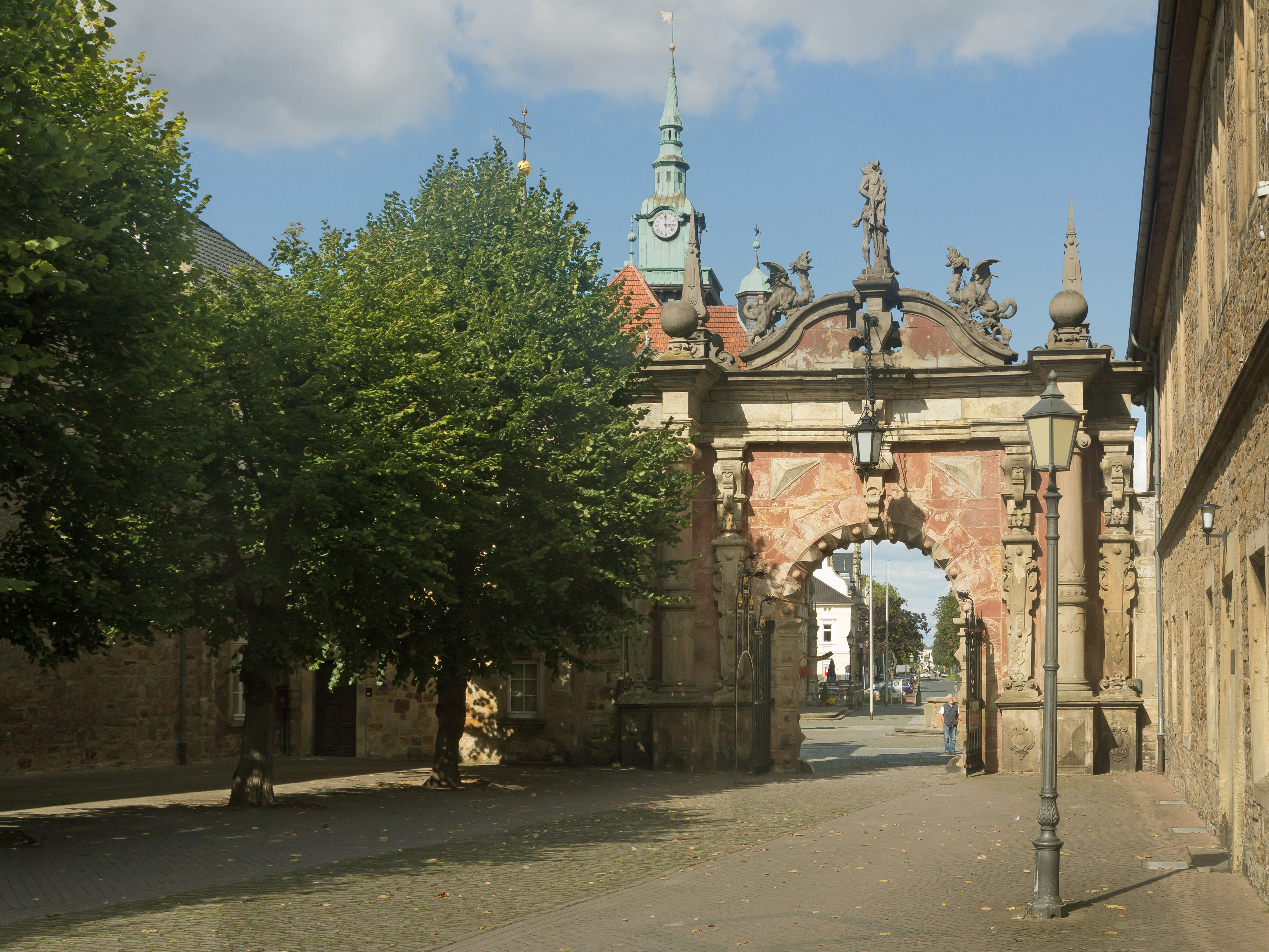
Il portone d'ingresso del castello di Bückeburg
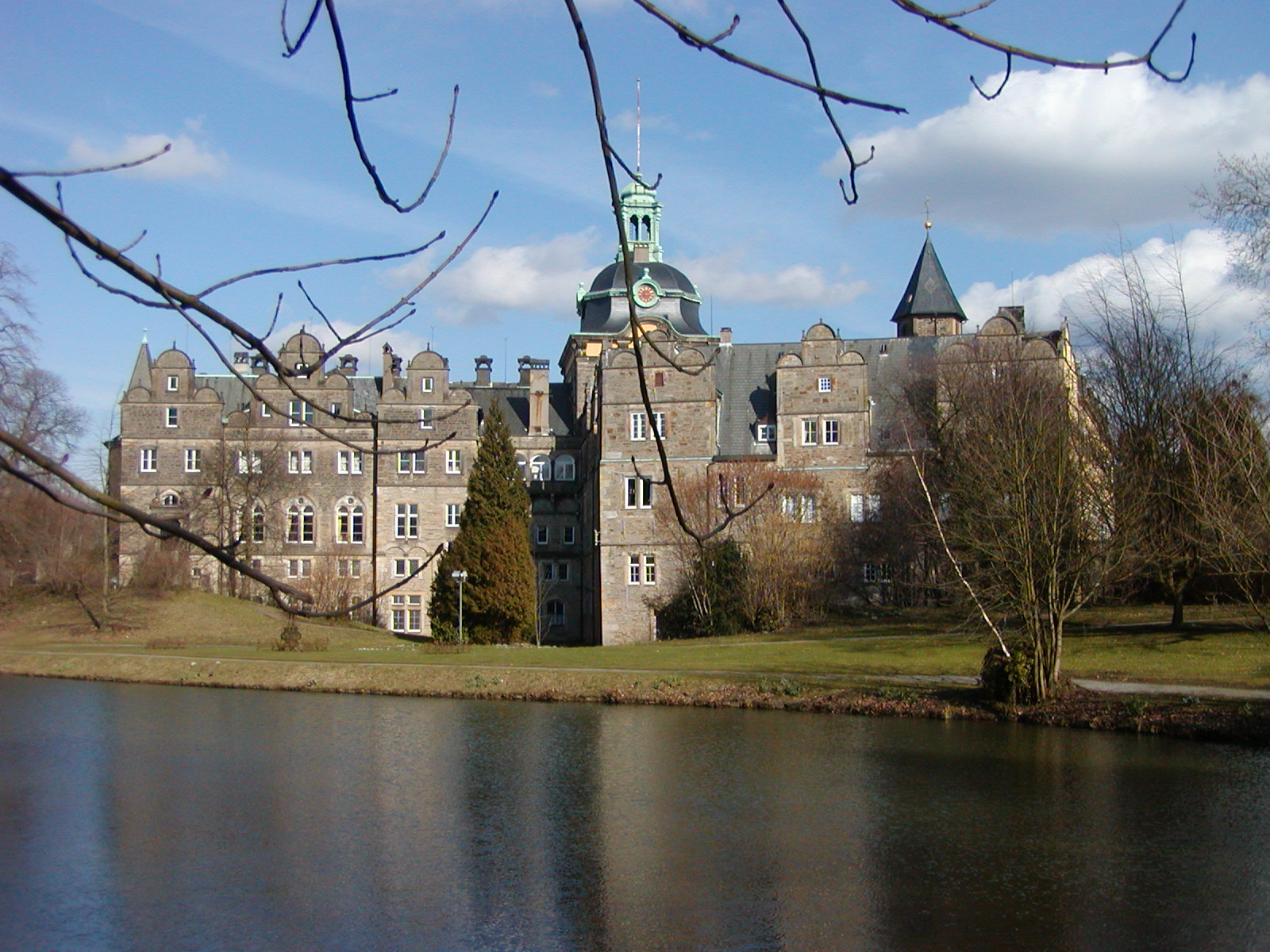
Il castello di Bückeburg